# Le Bourg-Dun
Le Bourg-Dun és un municipi francès situat al departament del Sena Marítim i a la regió de Normandia. L'any 2007 tenia 457 habitants.

## Demografia

### Població
El 2007 la població de fet de Le Bourg-Dun era de 457 persones. Hi havia 200 famílies de les quals 64 eren unipersonals (20 homes vivint sols i 44 dones vivint soles), 72 parelles sense fills, 56 parelles amb fills i 8 famílies monoparentals amb fills.
La població ha evolucionat segons el següent gràfic:
Habitants censats

### Habitatges
El 2007 hi havia 289 habitatges, 205 eren l'habitatge principal de la família, 72 eren segones residències i 12 estaven desocupats. 283 eren cases i 5 eren apartaments. Dels 205 habitatges principals, 130 estaven ocupats pels seus propietaris, 68 estaven llogats i ocupats pels llogaters i 7 estaven cedits a títol gratuït; 13 tenien dues cambres, 53 en tenien tres, 51 en tenien quatre i 88 en tenien cinc o més. 131 habitatges disposaven pel capbaix d'una plaça de pàrquing. A 94 habitatges hi havia un automòbil i a 73 n'hi havia dos o més.

### Piràmide de població
La piràmide de població per edats i sexe el 2009 era:
| Homes | Edats   | Dones |
| ----- | ------- | ----- |
| 0     | 95 o +  | 0     |
| 0     | 90 a 94 | 0     |
| 4     | 85 a 89 | 4     |
| 0     | 80 a 84 | 0     |
| 16    | 75 a 79 | 0     |
| 12    | 70 a 74 | 20    |
| 16    | 65 a 69 | 28    |
| 8     | 60 a 64 | 8     |
| 4     | 55 a 59 | 8     |
| 12    | 50 a 54 | 12    |
| 24    | 45 a 49 | 4     |
| 24    | 40 a 44 | 20    |
| 16    | 35 a 39 | 24    |
| 16    | 30 a 34 | 12    |
| 24    | 25 a 29 | 8     |
| 4     | 20 a 24 | 16    |
| 12    | 15 a 19 | 4     |
| 12    | 10 a 14 | 12    |
| 20    | 5 a 9   | 12    |
| 20    | 0 a 4   | 12    |

## Economia
El 2007 la població en edat de treballar era de 275 persones, 197 eren actives i 78 eren inactives. De les 197 persones actives 188 estaven ocupades (104 homes i 84 dones) i 9 estaven aturades (5 homes i 4 dones). De les 78 persones inactives 32 estaven jubilades, 18 estaven estudiant i 28 estaven classificades com a «altres inactius».

### Ingressos
El 2009 a Le Bourg-Dun hi havia 199 unitats fiscals que integraven 444,5 persones, la mediana anual d'ingressos fiscals per persona era de 17.624 €.

### Activitats econòmiques
Dels 16 establiments que hi havia el 2007, 1 era d'una empresa extractiva, 1 d'una empresa alimentària, 1 d'una empresa de fabricació de material elèctric, 1 d'una empresa de fabricació d'altres productes industrials, 1 d'una empresa de construcció, 2 d'empreses de comerç i reparació d'automòbils, 1 d'una empresa de transport, 3 d'empreses d'hostatgeria i restauració, 2 d'empreses de serveis, 2 d'entitats de l'administració pública i 1 d'una empresa classificada com a «altres activitats de serveis».
Dels 2 establiments de servei als particulars que hi havia el 2009, 1 era una fusteria i 1 restaurant.
L'únic establiment comercial que hi havia el 2009 era una fleca.
L'any 2000 a Le Bourg-Dun hi havia 15 explotacions agrícoles que ocupaven un total de 1.485 hectàrees.

## Equipaments sanitaris i escolars
El 2009 hi havia una escola elemental integrada dins d'un grup escolar amb les comunes properes formant una escola dispersa.

## Poblacions més properes
El següent diagrama mostra les poblacions més properes.